# Charlie Villanueva
Charlie Alexander Villanueva Mejia (* 24. August 1984 in New York City, New York) ist ein ehemaliger US-amerikanisch-dominikanischer Basketballspieler.

## Kindheit
Charlie Villanueva wuchs als Latino in Elmhurst, im New Yorker Stadtbezirk Queens auf. Seine Eltern sind Roberto Villanueva und Doris Mejia. Schon als Kind verlor Villanueva seine komplette Körperbehaarung (Alopecia universalis).

## Karriere

### High School
Villanueva besuchte die High School von Newtown, New York, unter anderem an der Seite des ehemaligen NBA-Profis Smush Parker. Nach einem Jahr wechselte er an die Blair Academy in Blairstown, New Jersey, wo er zusammen mit Luol Deng auflief. Nachdem er einige Auszeichnungen auf nationaler Ebene erhalten hatte, wollte er sich zunächst zum NBA-Draft 2003 anmelden; jedoch zog er es dann vor, zunächst auf ein College zu gehen.

### College
Villanueva schrieb sich daraufhin an der University of Connecticut ein, wo er zwei Spielzeiten für die Huskies absolvierte, und dabei durchschnittlich pro Partie 11,2 Punkte und 6,7 Rebounds auflegte, was ihm die Wahl ins Big East All-Rookie Team einbrachte. Nun fühlte er sich endgültig reif für die NBA und meldete sich zum Draft 2005 an.

### NBA
Villanueva wurde im Rahmen des NBA-Drafts 2005 an siebter Stelle von den Toronto Raptors ausgewählt, bei denen er auch eine Saison spielte und Statistiken von 13,0 Punkten und 6,4 Rebounds erreichte. Nach seinem ersten Jahr wurde er im Tausch gegen T.J. Ford zu den Bucks transferiert. Von 2006 bis 2008 konnte er im Schnitt 11,8 Punkte und 5,9 Rebounds erzielen.
Die Saison 2008–2009 war bisher die erfolgreichste seiner Karriere. Bis zum 1. April 2009 konnte er seine Mannschaft mit 16,5 Punkten und 6,7 Rebounds unterstützen während er 26,9 Minuten pro Partie auf dem Platz stand.

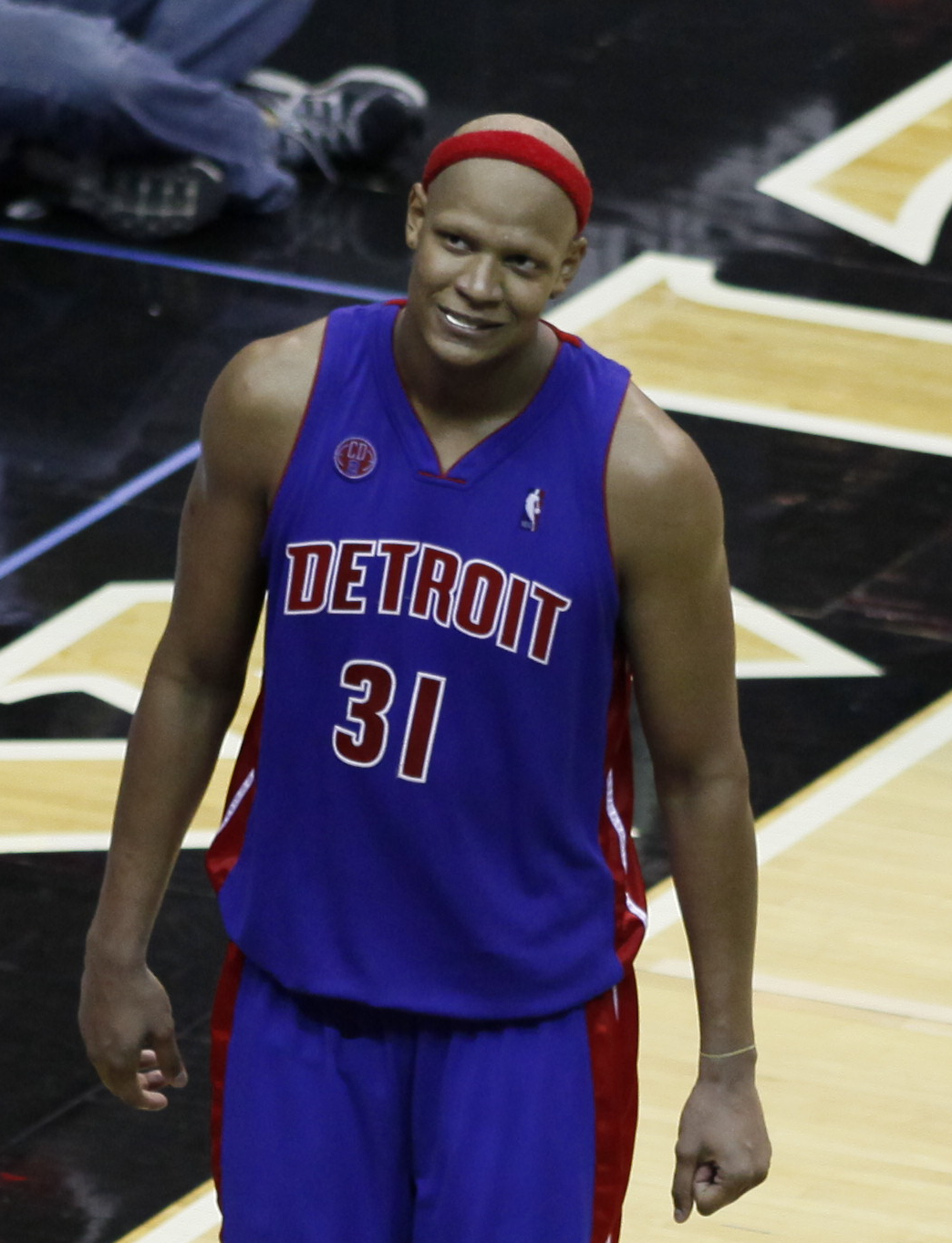
Villanueva im Trikot der Detroit Pistons, 2009

Im Juni 2009 unterzeichnete er einen 5-Jahres-Vertrag über insgesamt $35 Millionen bei den Detroit Pistons. Er sollte die Pistons zusammen mit dem ebenfalls neu verpflichteten Ben Gordon als eine Art sechster Mann unterstützen und er nahm in seiner ersten Saison an 78 Spielen teil, wobei er seiner Rolle entsprechend 62 Mal von der Bank ins Spiel kam. Villanueva stellte in der Saison seine Karrierebestleistung bei der Dreierquote auf. Die Pistons schafften es in Villanueva's erstem Jahr nicht in die Playoffs.
Nach Ablauf seines Vertrages in Detroit unterschrieb Villanueva im Sommer 2014 einen nicht garantierten Vertrag bei den Dallas Mavericks. Letztendlich schaffte er es in den Saisonkader. Er erzielte für die Mavs 6,3 Punkte im Schnitt und nahm erstmals in seiner Karriere an den NBA-Playoffs teil. Nach zwei Jahren mit den Mavericks endete im Sommer 2016 sein Vertrag in Dallas.

## Auszeichnungen
- 2003 – New Jersey State High School Co-Player of the Year, zusammen mit Luol Deng
- 2004 – Big East Conference All-Rookie-Team
- 2004 – Goldmedaille mit der Juniorennationalmannschaft der USA
- 2005 – Big East Conference All-Second Team
- 2005 – Toronto-Raptors-Community MVP-Award
- 2005 – Rookie des Monats Dezember in der Eastern Conference
- 2006 – Teilnehmer an der NBA Rookie Challenge in Houston
- 2006 – Toronto-Raptors-Teamrekord: 48 Punkte in einem Spiel
- 2006 – Toronto-Raptors-Teamrekord: 18 Rebounds in einem Spiel
- 2006 – zweitbester Rookie des Jahres hinter Chris Paul
- 2006 – ins NBA All-Rookie First Team gewählt